# Fenylmethylamin
Fenylmethylamin (C6H5CH2NH2), také benzylamin je organická sloučenina, patří mezi aminy. Je podobný anilinu. Je běžným prekurzorem v organické syntéze.

## Příprava

Příprava fenylmethylaminu

Fenylmethylamin se připravuje hydrogenací benzonitrilu.

## Použití
Používá se jako zdroj amoniaku, N-alkylací vzniká sloučenina, ze které se poté uvolňuje amoniak:
C6H5NH2 + 2 RBr → C6H5CH2NR2 + 2 HBr
C6H5CH2NR2 + H2 → C6H5CH3 + R2NH.
V první fázi se používá kyselina bromovodíková nebo jiná podobná kyselina.